# ليو إدوارد أونيل
ليو إدوارد أونيل (بالإنجليزية: Leo Edward O'Neil)‏ هو قسيس أمريكي، ولد في 31 يناير 1928 في هوليوك في الولايات المتحدة، وتوفي في 30 نوفمبر 1997 في مانشستر في الولايات المتحدة بسبب ورم نخاعي متعدد.